# Barrage de Malter
Le barrage de Malter est un barrage de protection contre les crues édifié entre 1908 et 1913, non loin de Malter (Saxe), dressé en travers du lit de la Rote Weißeritz. C'est un barrage-poids en maçonnerie, dont le parement courbe répond aux lois d'Intze. Cet ouvrage est franchi par la liaison routière entre  Malter et Seifersdorf.

## Le projet jusqu'en 1909

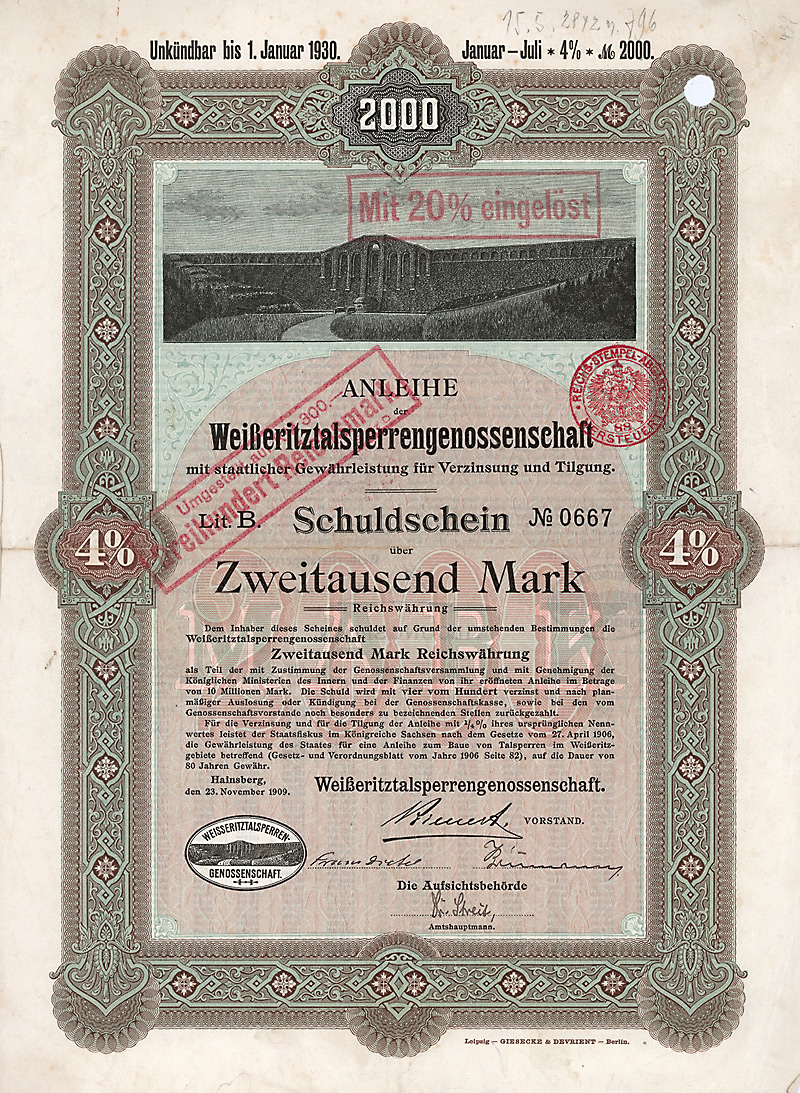
Obligation de 2000 Mark de la Socité d'aménagement de la vallée de Weißeritz, datée du 23 novembre 1909

Jusqu'à la fin du XIXe siècle, la Rote Weißeritz entre Kahleberg et Dresde était réputée pour son régime hydraulique imprévisible, passant d'un débit de moins de 0,2 m3/s (sécheresse de 1892) à 289 m3/s (crue de juillet 1897). C'est pourquoi, dès les sécheresses de 1862 et de 1863, les riverains de la rivière (moulins, prises d'eau industrielles) avaient appelé à la construction d'un ouvrage de regulation ; mais ce n'est qu'après les nouveaux étiages de 1891 et de 1892 qu'ils se constituèrent en Groupement d'intérêts de Weißeritz, pour faire pression sur le gouvernement saxon et faire adopter la construction d'un barrage.
L'urgence d'un tel projet parut au grand jour après la crue désastreuse de juillet 1897, qui, par delà les destructions, avait coupé plusieurs voies de communication ; pour la seule vallée de la Rote Weißeritz, on comptait 19 morts et 320 maisons détruites. En 1901, la Commission hydrologique royale et les autorités de Dresde-capitale nommèrent une commission d'enquête pour la réalisation d'un barrage, dont la direction fut confiée au Dr. Arnold Streit. La commission retint les sites de Malter, Schellerhau, la vallée du Pöbelbach et Oelsa (Rabenau). Elle ne se borna pas à des considérations sur l'étiage et la protection des crues, mais envisageait déjà l'approvisionnement pour l'irrigation et les perspectives hydroélectriques.
Une société privée fut créée en 1909 afin de diriger la construction puis d'exploiter les barrages de Malter et de Klingenberg, les Associés des Weißeritztalsperren. Elle comptait 281 souscripteurs, dont 239 institutionnels (propriétaires d'usines et exploitants). Son premier président sur l'industriel et céréalier Theodor Bienert (1857–1935), fils de Gottlieb Traugott Bienert. Le financement des travaux pour les deux barrages fut assuré par un emprunt de 14,3 millions de Mark, pour lequel l'Etat de Saxe se porta garant du remboursement avec intérêts à 80 ans.

## Construction et mise en service (1909–1913)

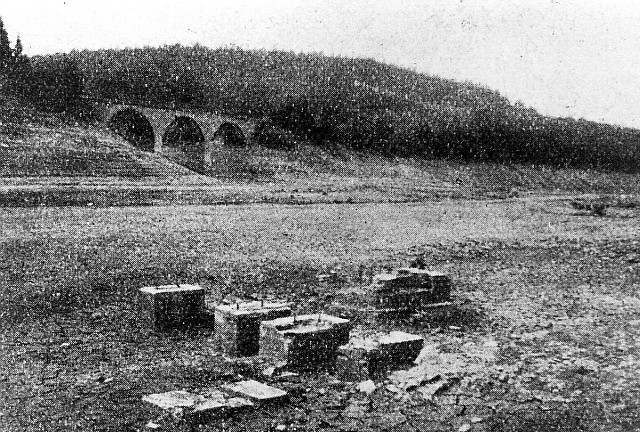
Fondations d'un ancien moulin (Rote Mühle) au pied du barrage ; au second plan, le pont de la route nationale Paulsdorf–Dippoldiswalde via Tännichtgrund.

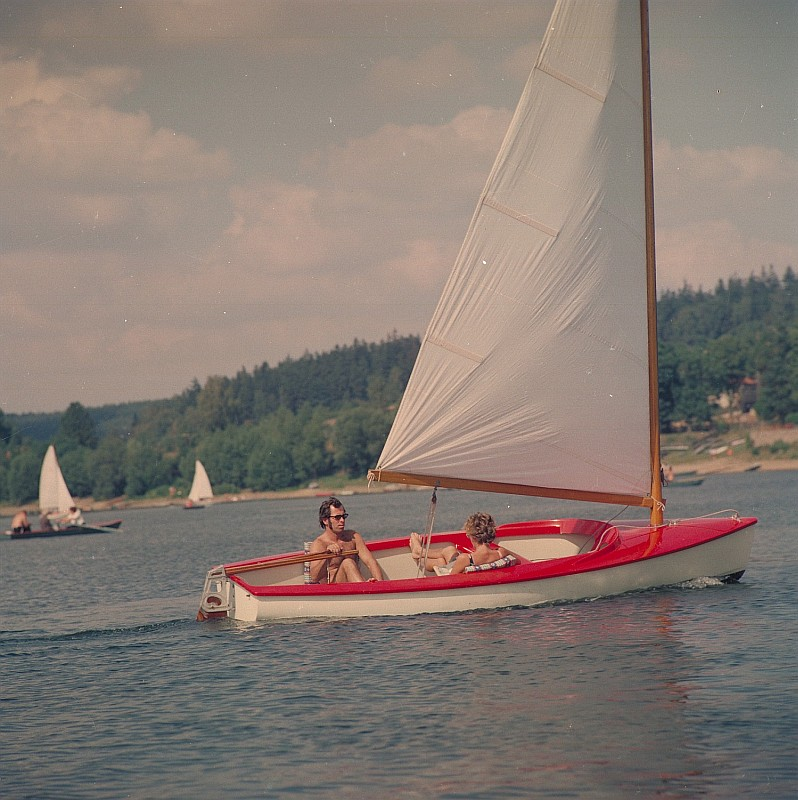
Activités nautiques sur le lac de retenue (années 1970)

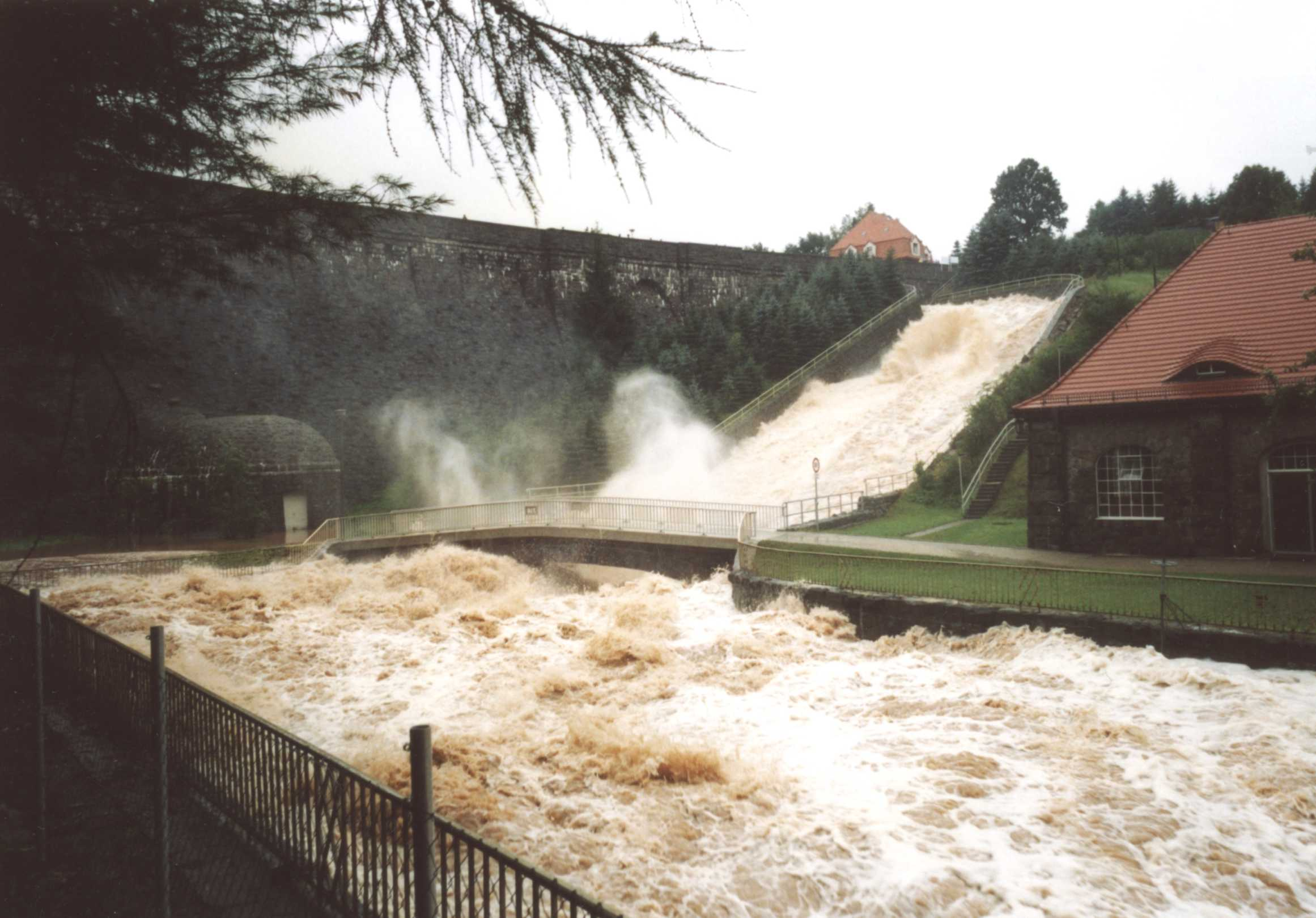
L'évacuateur lors de la crue de 2002

Les locaux administratifs pour la direction du nouveau chantier sortirent de terre au début de 1908. Mais le lit naturel de la Weißeritz n'offrait pas suffisamment de terrain pour édifier un barrage-poids, et il devint évident que des expropriations étaient inévitables : elles frappaient le village de Niedermalter, ses 45 maisons, trois moulins (la Rote Mühle, la Tennertmühle et la Malter-Mühle),quelques édifices de Paulsdorf, de Seifersdorf et de Dippoldiswalde et un tronçon de la ligne ferroviaire de Weißeritz. Il fallut faire l'acquisition de 135 ha, représentant, travaux de démolition compris, env.1,35 million de Mark. La plupart des familles expropriées demeurèrent dans la région et s'établirent dans les villages alentour.
Le concours d'architecture lancé pour l'occasion recueillit 52 réponses. Les travaux furent adjugés au cabinet d'architectes Lossow & Kühne de Dresde, lauréat du 3e prix.
Le chantier démarra au cours de l'été 1909 par le creusement d'un fossé périphérique de 200 m. Une ligne électrique de 500 V destinée à alimenter le chantier fut tirée depuis Seifersdorf en juin 1909.
Au mois de juillet 1910, la ligne ferroviaire de Weißeritztal était détournée de la vallée sur 7 km, avec un tracé parallèle au tracé précédent, mais une pente 2%. Ce dévoiement a nécessité de très importants travaux : mouvement de 140 000 m3 de déblais, construction de quatre grands ponts dont celui de Bormannsgrund, un délaissé du lac de retenue, ainsi que la reconstruction des gares de Seifersdorf et de Malter. A la traversée du lac, les rails ont été posés à 2 m au-dessus des plus hautes eaux connues. La nouvelle ligne de chemin de fer a pu être inaugurée le 15 avril 1912. Il a également fallu déplacer les routes le long du futur lac, avec trois ponts pour franchir les vallées voisines.
Les travaux de creusement au rocher, confiés à la filiale de Dresde de Dyckerhoff & Widmann, ont commencé au printemps 1911. La première pierre était posée le 28 septembre 1911. Le nouveau barrage était fondé dans un substrat de gneiss à biotite et c'est dans ce même matériau, un gneiss à biotite, extrait d'une carrière jouxtant la gare de Malter, qu'on taillait les moellons (à raison de 300 m3 par jour) pour le parement de maçonnerie de l'ouvrage. Cette carrière employa jusqu'à 1000 ouvriers venus de dix Länder différents. Sur le versant en eau, le parement du mur était hourdi d'une couche de béton épaisse de 70 cm. Le bossage maçonné du parement aval est l'oeuvre des architectes Lossow & Kühne.
L'ouvrage est un barrage-poids à profil rationnel conformément aux lois d'Intze. Son rayon de courbure en plan est de 250 m, la tranchée de fondation s'étend sur 50 m, sa longueur au couronnement est de 193 m de longueur. La prise d'eau est assurée par deux conduites souterraines de 1,00 m de diamètre (débit max. 10 m3/s). La vanne d'évacuation de crue est un clapet déversoir situé en rive gauche.
L'aménagement comporte un barrage auxiliaire consistant en une digue en remblais revêtus de blocs rocheux. Il y a en aval la centrale hydroélectrique ENSO Energie, dotée de deux turbines Francis, d'une puissance de 700 kW.
Les travaux ont été terminés au mois de septembre 1913, et la mise en eau a pris jusqu'au mois de décembre 1913. L'inauguration a été faite le 27 septembre 1913 par le roi de Saxe Frédéric-Auguste III et les princes Georges et Frédéric-Christian,.

## Exploitation et extension (après 1913)

### Tutelle
Le groupement d'intérêts de 1909 traversa une série d'épreuves : la Grande guerre et la crise économique de 1923, aggravées par des désaccords persistants entre les 300 associés, sur le relèvement du niveau d'étiage et l'intérêt de renforcer la protection contre les crues. Cette situation conduisit le Land de Saxe à nationaliser la société d'exploitation du barrage entre 1928 et 30. Le barrage de Malter est aujourd'hui administré par la Landestalsperrenverwaltung Sachsen.

### Écrêtement des crues
Après les inondations de 2002, la cote de retenue du barrage a été abaissée de plusieurs mètres, afin de bénéficier d'un plus grand volume-tampon ; mais le 3 juin 2013, le barrage a débordé une nouvelle fois. De 2019 à 2023, l'évacuateur de crue a été doté d'un nouveau coursier réalisé avec bassin de dissipation sur la commune de Seifersdorf.

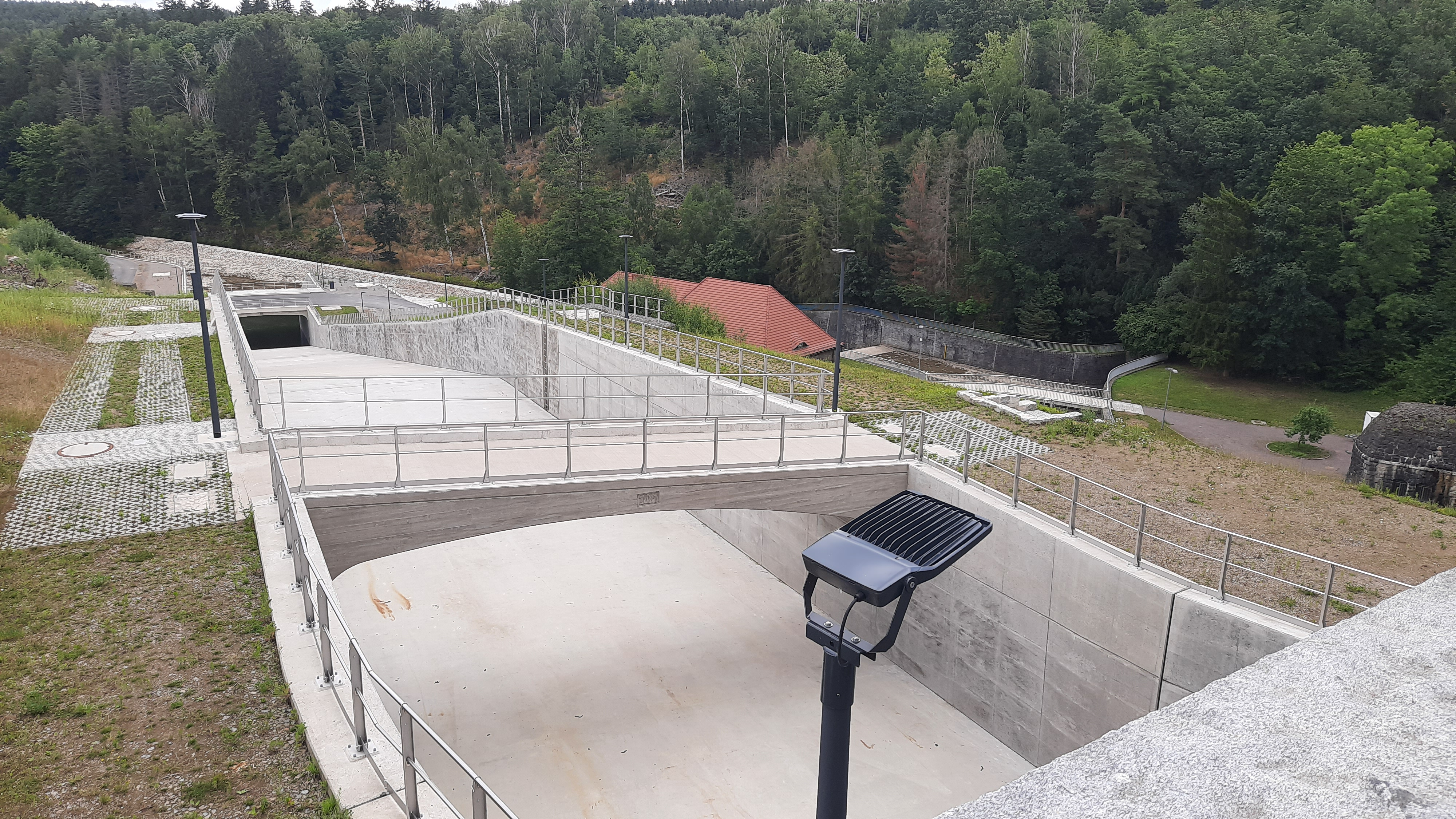
Nouvel évacuateur de crue.

### Aménagements nautiques
L'absence de besoins en irrigation a conduit les riverains du lac à développer les activités de loisir nautique pour faire de la vallée un site touristique de l'Osterzgebirge. Dès 1914, deux vapeurs croisaient sur le lac. Pour la baignade, on a aménagé quatre plages (Paulsdorf, Malter, Seifersdorf et un fitness-studio), deux campings (Paulsdorf et Malter) et plusieurs locations de bateau. A Paulsdorf (non loin du campingplatz et de la plage) il y a un toboggans piscine avec sauna. Les promeneurs peuvent parcourir la prairie voisine de Dippoldiswald .

### Station sous-marine expérimentale

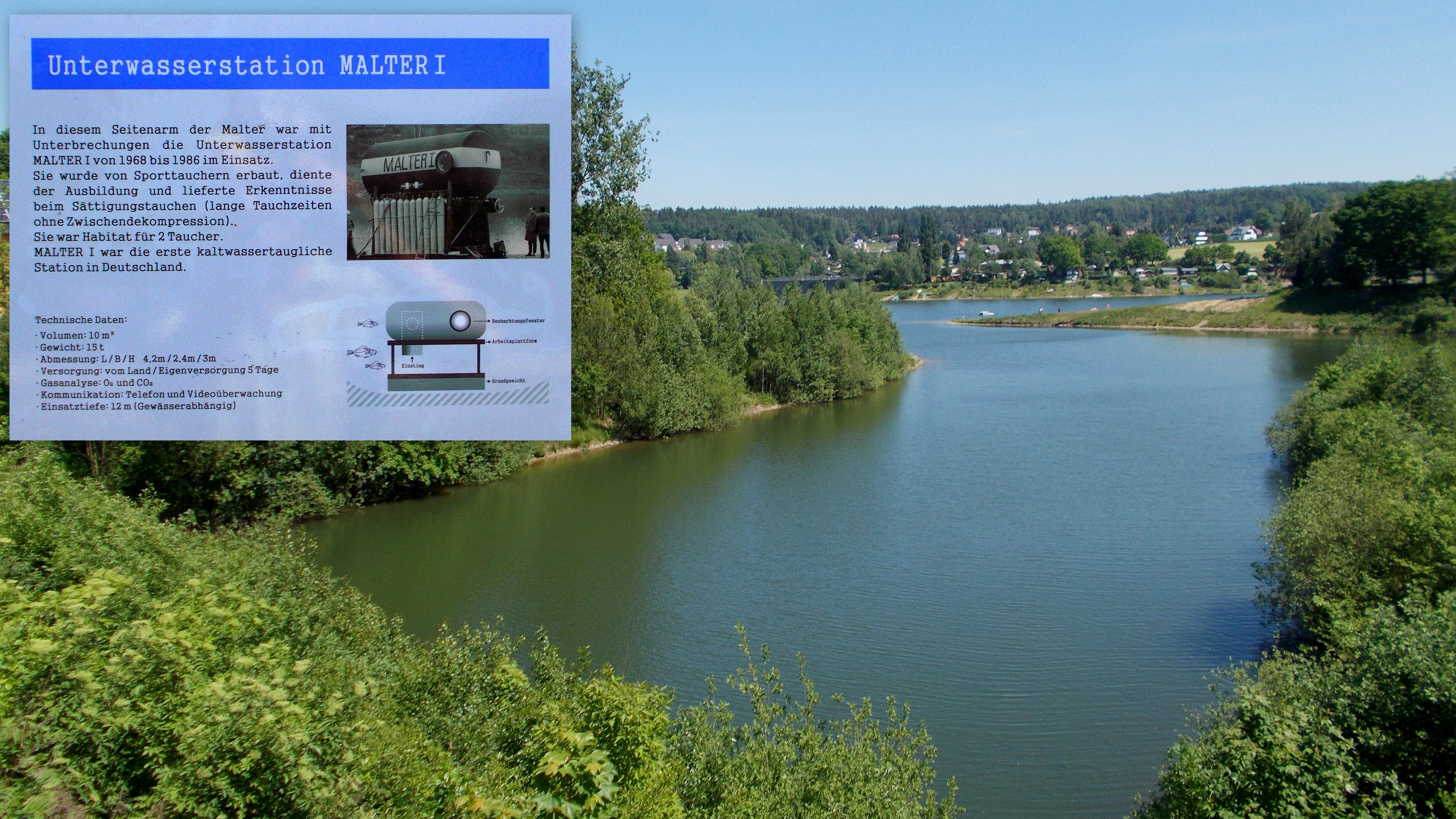
La station expérimentale Malter I

De 1968 à 1983, le barrage abritait la station expérimentale Malter I : c'était une cellule immergée de 4,2×2 m à 10 m de profondeur. Elle a permis une mission de 2 jours à 8 m sous l'eau gelée en novembre 1968 . La station a été remise en service en 1972 puis fermée en 1983.